# Wawrzyniec Kośmiński
Wawrzyniec Kośmiński (Koźmiński) herbu Lubicz – stolnik owrucki w latach 1690-1704.
Był elektorem Augusta II Mocnego z województwa lubelskiego w 1697 roku.